# Night on Earth
Night on Earth —conocida como Noche en la Tierra en España y Una noche en la Tierra en Hispanoamérica— es una película de Jim Jarmusch del año 1991 en la que presenta una secuencia de cinco historias desarrolladas  simultáneamente durante una noche en diferentes ciudades del mundo: Los Ángeles, Nueva York, París, Roma y Helsinki. Cada historia trata sobre la relación entablada entre un taxista local y sus pasajeros. La banda sonora de Night on Earth fue producida y compuesta en su mayoría por Tom Waits. The Criterion Collection estrenó la película en DVD y Blu-ray el 9 de abril de 2019.

## Sinopsis

### Los Ángeles
La taxista Corky (Winona Ryder) recoge en el aeropuerto a la ejecutiva y directora de reparto Victoria Snelling (Gena Rowlands), a quien debe llevar a Beverly Hills. Mientras Corky conduce, Victoria hace llamadas de negocios desde su teléfono. A pesar de sus marcadas diferencias sociales, Victoria reconoce en Corky cualidades por las que puede formar parte de una película. Pero cuando le ofrece un papel en una película, ella declina la oferta.

### Nueva York
Helmut Grokenberger (Armin Mueller-Stahl), antes un payaso en Alemania Oriental, es ahora un taxista principiante y recién llegado a Nueva York. Después de varios intentos con otros taxis, YoYo (Giancarlo Esposito) es recogido por Helmut, quien lo lleva hasta Brooklyn. Es invierno y la temperatura es muy baja. Helmut tiene serios problemas para conducir y termina cediendo el volante a YoYo. A medio camino, YoYo encuentra a su cuñada Angela (Rosie Pérez) y la obliga a subir al taxi. Durante el viaje con sus pasajeros, Helmut intenta integrarse a la cultura y personajes de su nueva ciudad. Cuando llegan a su destino, YoYo y Ángela descienden del taxi. Helmut sigue manejando, dando señales de estar bastante perdido.

### París
Un taxista (Isaach De Bankolé) tiene un altercado con dos pasajeros que tienen un discurso racista en su contra, y se burlan de su país de origen. Al cabo de la discusión, los hace descender del auto, pero algunos segundos después de haber vuelto a arrancar, advierte que no le pagaron nada por la carrera y se reprocha su olvido con seguridad. A continuación, una mujer ciega (Béatrice Dalle) sube al taxi y le dice al conductor que lo lleve al sector norte del canal de La Villette. Conversan sobre diversos temas, y al cabo del tiempo es claro que ella le gusta. Tiene incluso que reprocharle que conduzca con atención, y se da cuenta de que está distraído mirándola. Cuando desciende del taxi, la cámara muestra el rostro de la mujer caminando por la calle. Cuando escucha un estrellón y la voz del taxista discutiendo con el otro conductor envuelto en el accidente, sonríe.

### Roma
Durante la madrugada, un excéntrico taxista (Roberto Benigni) maneja por las calles de Roma, que encuentra oscuras. Pasa entre otros lugares por el Coliseo. En una rotonda con una estatua en el centro recoge a un cura (Paolo Bonacelli). Este le pide que se quite las gafas negras con las que conduce, y da señales de estar incómodo con el humo del cigarrillo que enciende. Luego, el taxista comienza una confesión forzada, en la que detalla sin pudor y sin parar toda su vida sexual. Le relata al cura sus experiencias con una calabaza, una oveja y su propia cuñada. Al mismo tiempo, el cura sufre por no haber tomado su medicina, que pierde cuando el taxi pasa por un bache. Al final de la confesión, el taxista advierte que el cura está muerto y lo deja sentado en el banco de un parque, con las gafas negras.

### Helsinki
Tres trabajadores (Kari Väänänen, Sakari Kuosmanen y Tomi Salmela), uno de ellos cargado a cuestas, suben a un taxi. Los dos que siguen despiertos le cuentan con reproche a Mika (Matti Pellonpää), el taxista, las desventuras de su dormido amigo. Mika, en cambio, les cuenta a ellos su propia historia.

## Reparto

### Los Ángeles
- Winona Ryder como Corky (taxista).
- Gena Rowlands como Victoria Snelling (pasajera).

### Nueva York
- Giancarlo Esposito como YoYo (pasajero y taxista improvisado).
- Armin Mueller-Stahl como Helmut Grokenberger (taxista y pasajero improvisado).
- Rosie Pérez como Angela (pasajera).

### París
Isaach De Bankolé como Taxista. Béatrice Dalle como la Mujer Ciega (pasajera).

### Roma
- Roberto Benigni como Gino (taxista).
- Paolo Bonacelli como Cura (pasajero).

### Helsinki
- Matti Pellonpää como Mika (taxista).
- Kari Väänänen, Sakari Kuosmanen, y Tomi Salmela como pasajeros.

## Recepción
En el sitio web de reseñas Rotten Tomatoes, la película tiene un índice de aprobación del 77 % basado en 26 reseñas, con una calificación promedio de 6,4/10.

## Premios
| Año  | Premio                   | Categoría        | Receptor(es)    |
| ---- | ------------------------ | ---------------- | --------------- |
| 1993 | Independent Spirit Award | Mejor fotografía | Frederick Elmes |